# Bresnica (Bosilegrad)
Bresnica (Servisch cyrillisch Бресница) is een plaats in de Servische gemeente Bosilegrad. De plaats telt 77 inwoners (2002).